# Jimi Bani
Jimi Bani es un actor australiano, más conocido por haber interpretado a Eddie Mabo en Mabo y a Peter Ginson en Redfern Now.

## Biografía
Estudió en el Academia de Australia Occidental de Artes Escénicas.

## Carrera
En el 2012 se unió al elenco principal de la serie The Straits donde interpretó al criminal Marou Montebello, hasta el final de la serie ese mismo año después de que fuera cancelada debido al bajo índice de audiencia. 
Ese mismo año apareció en la película Mabo donde interpretó a Eddie "Koiki" Mabo y en la miniserie aborígena Redfern Now donde interpretó a Peter Gibson.

## Filmografía
Series de televisión
| Año  | Título                 | Personaje        | Notas              |
| ---- | ---------------------- | ---------------- | ------------------ |
| 2012 | Redfern Now            | Peter Gibson     | episodio "Raymond" |
| 2012 | The Straits            | Marou Montebello | 10 episodios       |
| 2006 | RAN: Remote Area Nurse | Solomon Gaibui   | 6 episodios        |

Películas
| Año  | Título | Personaje  | Notas                                                                               |
| ---- | ------ | ---------- | ----------------------------------------------------------------------------------- |
| 2012 | Mabo   | Eddie Mabo | junto a Deborah Mailman, Miranda Otto, Ewen Leslie, Colin Friels & Felix Williamson |

Teatro
| Año  | Obra             | Personaje | Director (a) | Teatro                 | Notas                                                                     |
| ---- | ---------------- | --------- | ------------ | ---------------------- | ------------------------------------------------------------------------- |
| 2010 | The Sapphires    | -         | Wesley Enoch | Belvoir Street Theatre | junto a Hollie Andrew, Christine Anu, Casey Donovan & Oliver Wenn         |
| 2008 | Yibiyung         | -         | Wesley Enoch | Belvoir Street Theatre | junto a Sibylla Budd, Russell Dykstra, Roxanne McDonald & Miranda Tapsell |
| -    | Krakouer!        | -         | -            | Deckhair Theatre       | -                                                                         |
| -    | Jandamarra       | -         | -            | Black Swan Theatre     | -                                                                         |
| -    | Romeo and Juliet | -         | -            | Sydney Theatre         | -                                                                         |

## Premios y nominaciones
| Año  | Categoría                             | Premio                     | Película/Obra | Resultado |
| ---- | ------------------------------------- | -------------------------- | ------------- | --------- |
| 2013 | Most Outstanding Actor                | Silver Logie Award         | Mabo          | Nominado  |
| 2013 | Best Lead Actor in a Television Drama | AACTA Award                | Mabo          | Nominado  |
| 2008 | Best Supporting Actor                 | Helpmann Award             | Yibiyung      | Nominado  |
| -    | Best Actor                            | WA Equity Foundation Award | Jandamarra    | Nominado  |